# Огородники (Красногорський район)
Огоро́дники (рос. Огородники) — присілок в Красногорському районі Удмуртії, Росія.

## Населення
Населення — 9 осіб (2010; 15 в 2002).
Національний склад станом на 2002 рік:
- росіяни — 60 %
- удмурти — 40 %